# Diaea
Diaea es un género de arañas cangrejo de la familia Thomisidae. La mayoría de las especies se encuentran en lugares específicos, excepto Diaea livens que se encuentra en los Estados Unidos y Diaea dorsata que tiene una distribución paleártica. Los adultos miden entre 5 milímetros (0,20 pulgadas) y 7 milímetros (0,28 pulgadas) y tienden a esconderse dentro y alrededor de la vegetación, especialmente las flores, donde su color les permite mezclarse con su entorno.

## Especies
- Diaea albicincta Pavesi, 1883
- Diaea albolimbata L. Koch, 1875
- Diaea ambara (Urquhart, 1885)
- Diaea bengalensis Biswas & Mazumder, 1981
- Diaea bipunctata Rainbow, 1902
- Diaea blanda L. Koch, 1875
- Diaea caecutiens L. Koch, 1876
- Diaea carangali Barrion & Litsinger, 1995
- Diaea circumlita L. Koch, 1876
- Diaea cruentata (L. Koch, 1874)
- Diaea decempunctata Kulczynski, 1911
- Diaea delata Karsch, 1880
- Diaea dimidiata (L. Koch, 1867)
- Diaea doleschalli Hogg, 1915
- Diaea dorsata (Fabricius, 1777)
- Diaea ergandros Evans, 1995
- Diaea evanida (L. Koch, 1867)
- Diaea giltayi Roewer, 1938
- Diaea graphica Simon, 1882
- Diaea gyoja Ono, 1985
- Diaea haematodactyla L. Koch, 1875
- Diaea implicata Jézéquel, 1966
- Diaea inornata (L. Koch, 1876)
- Diaea insecta L. Koch, 1875
- Diaea insignis Thorell, 1877
- Diaea jucunda Thorell, 1881
- Diaea kangarooblaszaki Szymkowiak, 2008
- Diaea limbata Kulczynski, 1911
- Diaea livens Simon, 1876
- Diaea longisetosa Roewer, 1961
- Diaea megagyna Evans, 1995
- Diaea mikhailovi Zhang, Song & Zhu, 2004
- Diaea mollis L. Koch, 1875
- Diaea multimaculata Rainbow, 1904
- Diaea multopunctata L. Koch, 1874
- Diaea mutabilis Kulczynski, 1901
- Diaea nakajimai Ono, 1993
- Diaea ocellata Rainbow, 1898
- Diaea olivacea L. Koch, 1875
- Diaea papuana Kulczynski, 1911
- Diaea pilula (L. Koch, 1867)
- Diaea placata O. P.-Cambridge, 1899
- Diaea plumbea L. Koch, 1875
- Diaea pougneti Simon, 1885
- Diaea praetexta (L. Koch, 1865)
- Diaea prasina L. Koch, 1876
- Diaea proclivis Simon, 1903
- Diaea pulleinei Rainbow, 1915
- Diaea puncta Karsch, 1884
- Diaea punctata L. Koch, 1875
- Diaea punctipes L. Koch, 1875
- Diaea rohani Fage, 1923
- Diaea rosea L. Koch, 1875
- Diaea rubropunctata Rainbow, 1920
- Diaea rufoannulata Simon, 1880
- Diaea semilutea Simon, 1903
- Diaea seminola Gertsch, 1939
- Diaea septempunctata L. Koch, 1874
- Diaea shirleyi Hogg, 1922
- Diaea simplex Xu, Han & Li, 2008
- Diaea socialis Main, 1988
- Diaea sphaeroides (Urquhart, 1885)
- Diaea spinosa Keyserling, 1880
- Diaea subdola O. P.-Cambridge, 1885
- Diaea suspiciosa O. P.-Cambridge, 1885
- Diaea tadtadtinika Barrion & Litsinger, 1995
- Diaea taibeli Caporiacco, 1949
- Diaea tenuis L. Koch, 1875
- Diaea terrena Dyal, 1935
- Diaea tongatabuensis Strand, 1913
- Diaea tristania (Rainbow, 1900)
- Diaea variabilis L. Koch, 1875
- Diaea velata L. Koch, 1876
- Diaea viridipes Strand, 1909
- Diaea xanthogaster (L. Koch, 1875)
- Diaea zonura Thorell, 1892